# Rif
Rif sau Riff (în berberă ⴰⵔⵔⵉⴼ, ⴰⵔⵉⴼ, în arabă الريف) este o regiune geografică și culturală din nordul Marocului, centrată pe Munții Rif.

Steagul Republicii Islamice Rif (1921-1926)

Această zonă muntoasă și fertilă este mărginită de capul Spartel și Tanger la vest, de Berkane și râul Moulouya la est, de Mediterana la nord și de râul Ouergha la sud. Munții Rif sunt împărțiți în munții Rif de est, unde se află orașul Al Hoceima, și munții Rif de vest, unde se află Tanger, Tetouan și Chefchaouen.

## Geografie

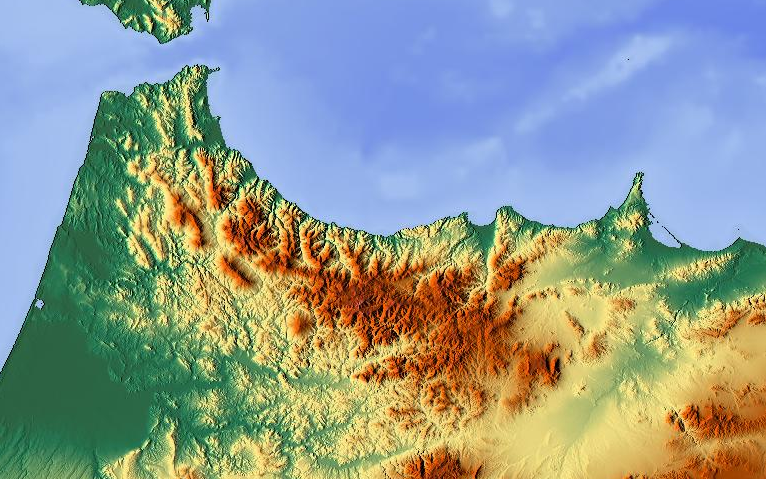
Hartă topografică

Din punct de vedere geologic, munții Rif aparțin regiunii geologice Arcului Gibraltar sau Mării Alborán. Ei sunt o extensie a Sistemului Baetic din sudul Peninsulei Iberice care se află de cealaltă parte a strâmtorii Gibraltarului. Deși sunt învecinați, munții Rif nu fac parte din lanțul Munților Atlas.
Orașele majore din regiune Rif sunt Tanger, Tetouan, Al Hoceima, Nador, Imzouren, Ben Taieb, în Maroc, și Ceuta și Melilla în Spania.

## Istorie
Riful a fost locuit de popoarele berbere încă din epoca preistorică. Începând cu secolul al XI-lea î.Hr., fenicienii au fondat colonii, cu aprobarea sau împreună cu berberii deja prezenți în zonă. Astfel, populațiile s-au amestecat, dezvoltându-se o limba punică pe coastele Mării Mediterane și a Oceanului Atlantic. Fenicienii au fondat orașe precum Tetouan, Melilla și, în secolul al V-lea î.Hr., Tanger.
După cel de-al treilea război punic, coasta Africii de Nord a intrat sub controlul Romei, iar Riful a devenit parte a provinciei Mauretania. Când provincia a fost divizată în timpul domniei împăratului Claudius, orașul Tanger a devenit capitala Mauretaniei Tingitana. În secolul al V-lea d.Hr., regiunea a fost atacată de vandali, iar controlul roman asupra zonei a luat sfârșit. Regiunea a fost recucerită și parțial controlată pentru o scurtă perioadă de către Imperiul Bizantin în secolul al V-lea.
În 710, Salih I ibn Mansur a fondat regatul Nekor în Rif, iar berberii au început să se convertească la islam. În această perioadă, până în secolul al XV-lea, un număr mare de mauri spanioli au fost exilați din Spania și cei mai mulți dintre ei s-au stabilit în Rif-ul de Vest, aducându-și cultura, muzica andaluză și chiar înființând orașul Chefchaouen (Ashawen în limba berberă, de la accawen, „coarne”). Începând cu secolul XV, Riful a fost scena a numeroase bătălii între regatele berbere, pe de o parte, și Spania și Portugalia, pe de altă parte. În 1415, Portugalia a ocupat Ceuta, iar în 1490 Spania a cucerit Melilla.
Războiul hispano-marocan a izbucnit în 1859 la Tetouan, Marocul fiind înfrând de puterea colonială. Conflictele spaniol-marocane au continuat în secolul al XX-lea, Republica Rifului fiind proclamată în 1921 și organizată ca o gherilă berberă condusă de Abd el-Krim. Berberii din Riff au câștigat mai multe victorii asupra spaniolilor în războiul din Rif din anii 1920 fiind învinși în cele din urmă. Regiunea a fost decolonizată și restituită Marocului de către Spania în aprilie 1956, la o lună după ce prima și-a câștigat independența față de Franța.

## Economie

Producția de canabis în zona Rif, 2003

Fermierii din Rif sunt responsabili pentru cea mai mare parte a producției de canabis a Marocului. În afară de câteva orașe, în special Tanger, regiunea este slab dezvoltată economic.

## Mediu
Există între cinci și opt subpopulații separate de primate pe cale de dispariție de Magot. Munții Rif găzduiesc și subspecia de albine Apis mellifera major.
Începând cu anii 1950, a avut loc o defrișare masivă din cauza suprapășunatului, a incendiilor de pădure și a defrișărilor pentru agricultură, în special pentru crearea de plantații de canabis. Această defrișare a dus la degradarea solului din cauza erodării solului vegetal, fapt care a agravat procesul.

## Galerie de imagini

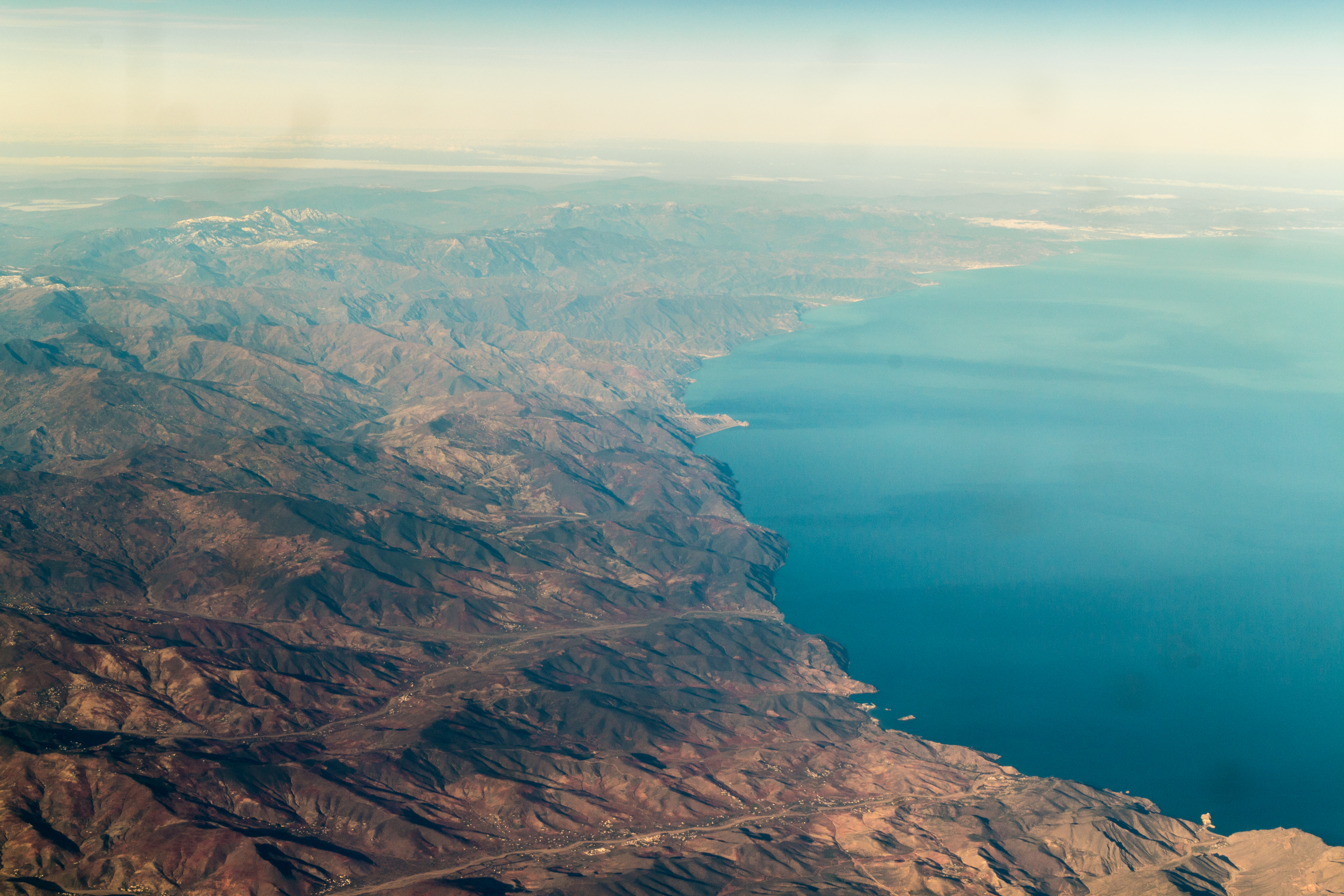
Riful văzut din aer
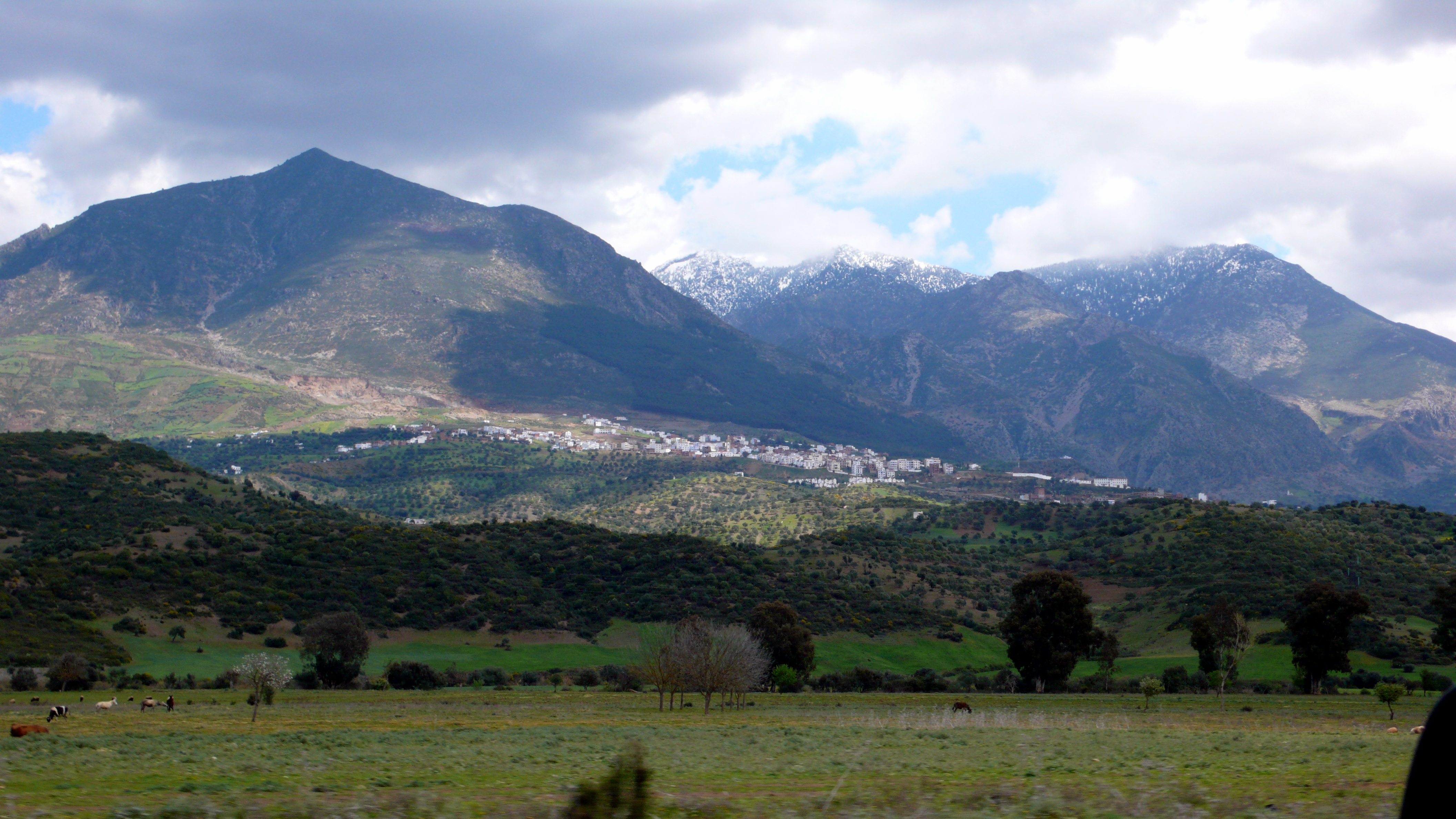
Vedere din Șafșauan
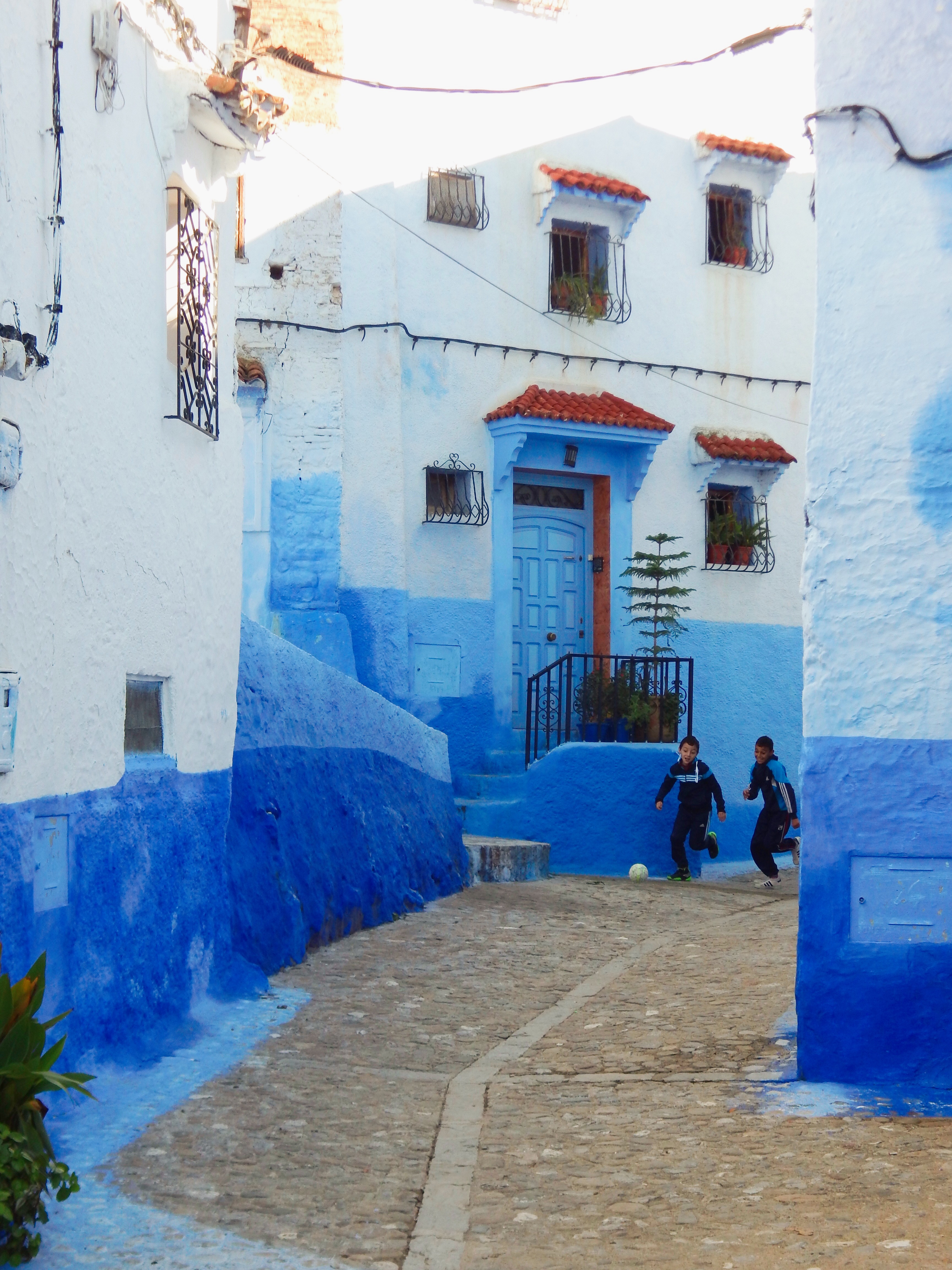
Șafșauan, orașul albastru
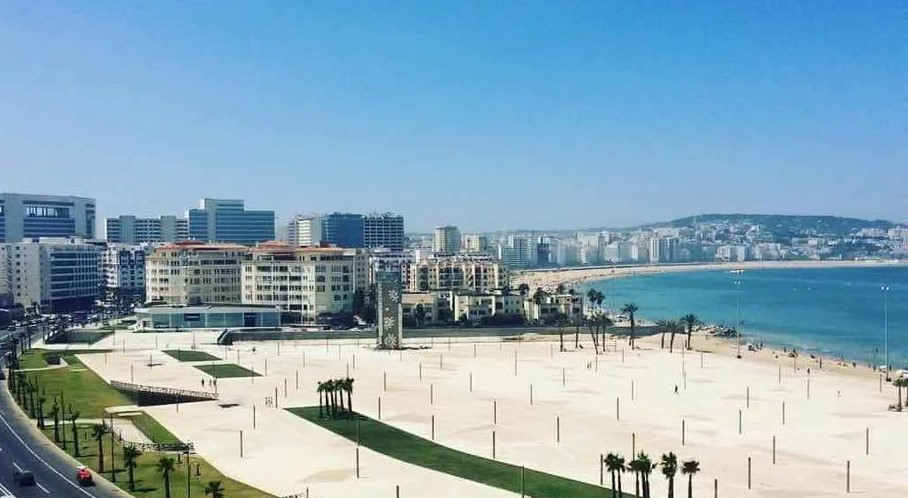
Tanger
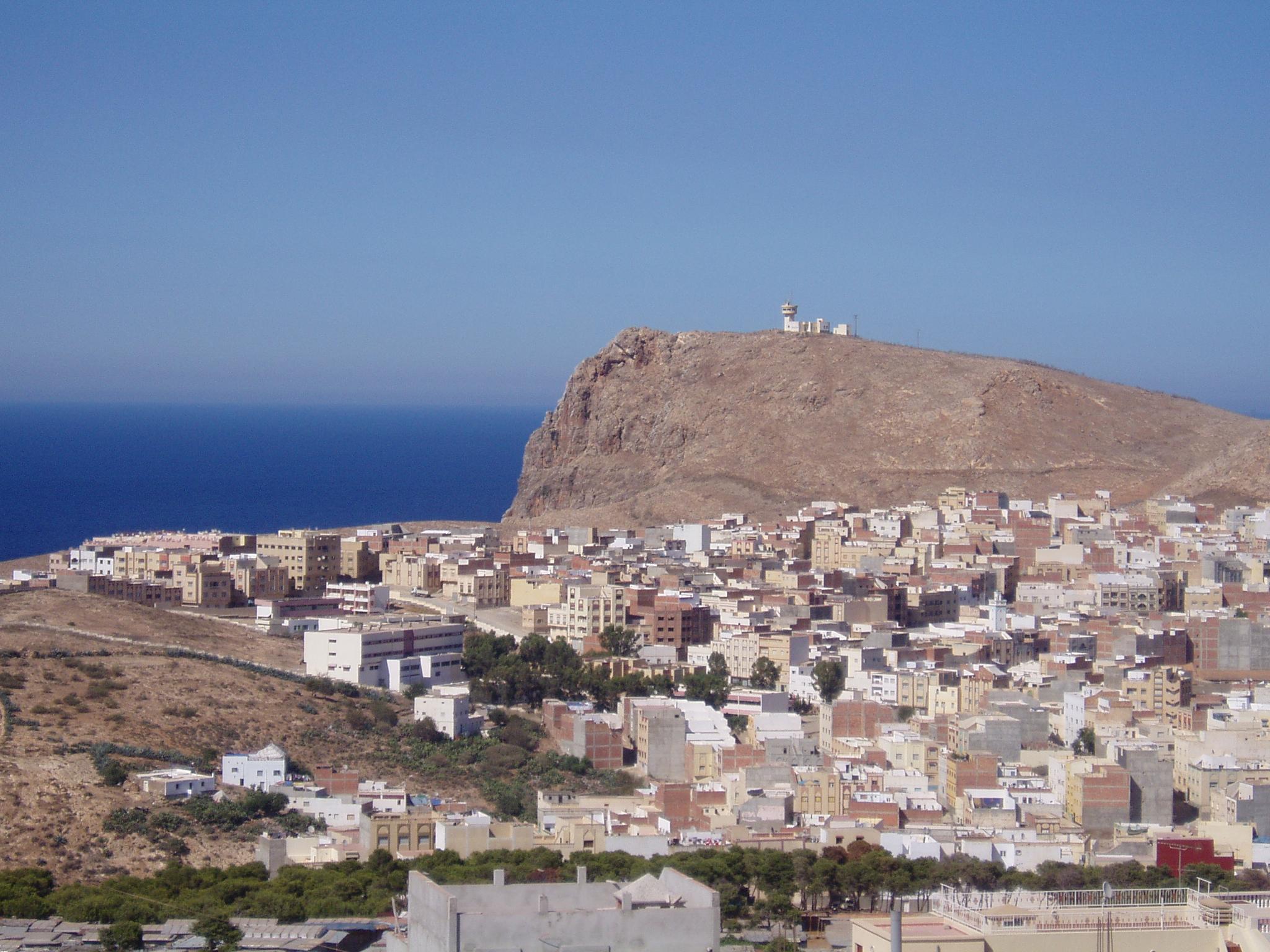
Al Hoceima
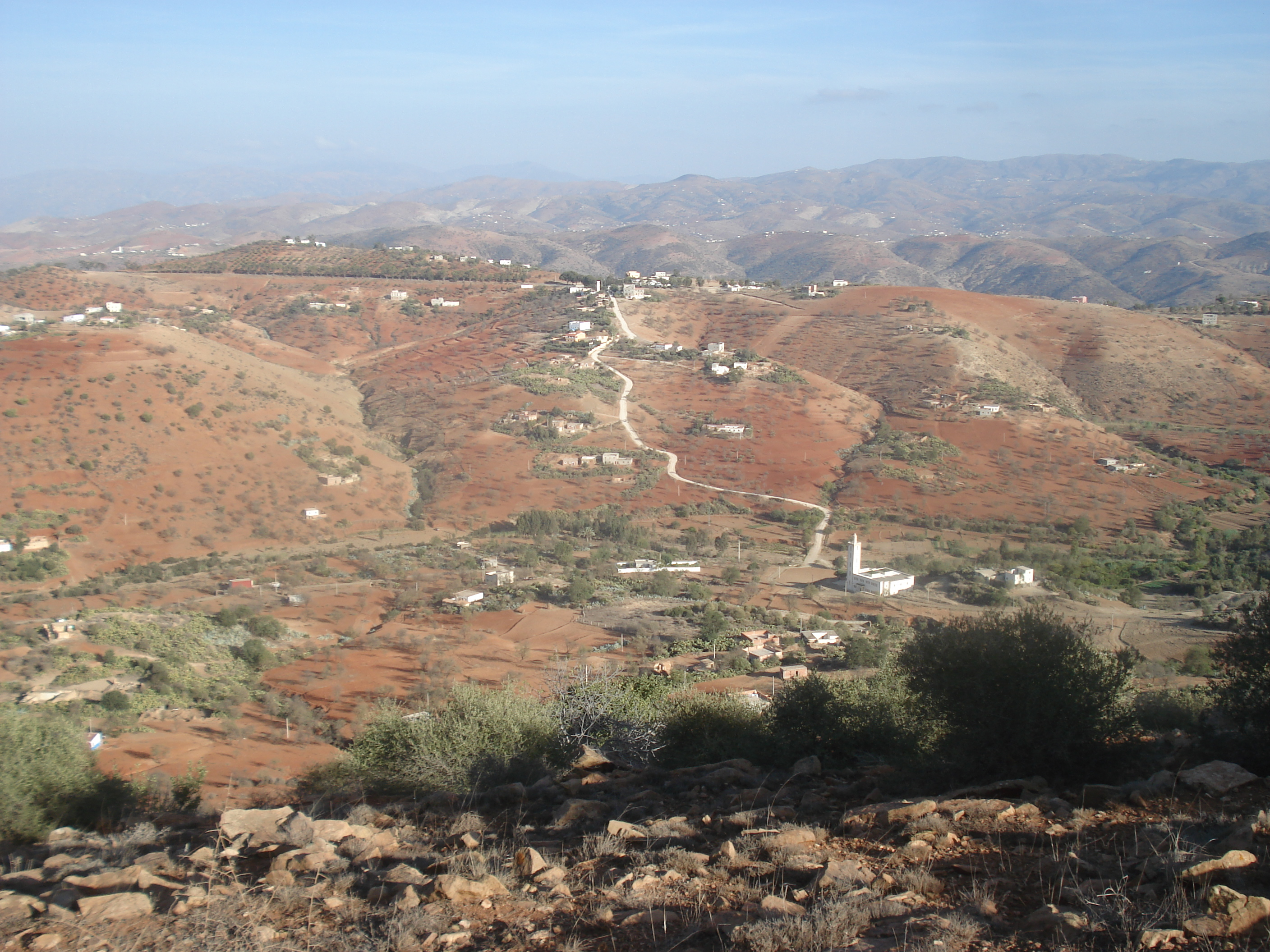
Dealurile Rifului